# Andrée Bertoletto
Andrée Juliette Bertoletto, nata Bellayer (La Chapelle-Anthenaise, 1º gennaio 1911), è una supercentenaria francese di 114 anni e 225 giorni. Risulta essere la seconda persona vivente più longeva in Francia (dopo Marie-Louise Berthelot).

## Biografia
È nata il 01 gennaio 1911 a La Chapelle-Anthenaise, un comune del dipartimento della Mayenne, nella regione francese dei Paesi della Loira. Nato il 1 gennaio 1911 a La Chapelle-Anthenaise (Mayenne), Andrée, nata Bellayer, arriva a Montsunrs nel 1913 con la sua famiglia. Con la sorella e i due fratelli, è al fianco della madre per darle una mano gestione di un hotel-ristorante situato sulla Grande Rue, durante il Prima guerra mondiale. Suo padre, falegname, tornò vivo dal fronte per gestire la sua attività. Una famiglia riconosciuta nel settore. Andrée Bertoletto aveva una sorella, Marie, e due fratelli, Robert ed Ernest. La famiglia si trasferì a Montsunrs, Mayenne, Paesi della Loira, nel 1913
Dal ristorante Lion d'Or (ex Lorin Grande rue café) la giovane Montsunerise continua ad assistere la madre presso il nuovo hotel La Boule d'Or (attuale Épi d'Or). Nel 1935 si sposa con Domenico Alfonso Bertoletto, imprenditore edile. Fino alla morte del marito nel 1978, Andrée fu la sua segretaria-contabile. Andrée Bertoletto ha inoltre 14 nipoti. Figura nota a Montsunrs, Andrée gestì per molti anni la biblioteca del paese. In solidarietà, partecipa a numerose azioni carità. Come parte di Solidarność, ha organizzato una moltitudine di spedizioni di pacchi in Polonia. Aiutò anche i sacerdoti della zona

## Longevità
La donna è  la 2° persona francese vivente più longeva è inoltre la 7° persona vivente più longeva al mondo.
Andrée ha appena compiuto 114 anni il 1° gennaio, alla casa di cura Douceur de vivre.